# Joanna Opozda
Joanna Opozda (ur. 2 lipca 1988 w Busku-Zdroju) – polska aktorka filmowa i telewizyjna, fotomodelka.

## Życiorys
Jest absolwentką Wydziału Aktorskiego PWST im. Ludwika Solskiego w Krakowie (2015).
Ogólnopolską popularność przyniosła jej rola Jowity Kaczmarek w serialu Pierwsza miłość (2011–2012, 2014–2018). Postać grana przez aktorkę z czasem stała się jedną z głównych w serialu, w jej kontekście poruszanych było wiele problemów społecznych, m.in. uzależnienie od narkotyków, poronienie, walka z chorobą nowotworową i jej nawrotem czy stalking. Zagrała także niewielkie role w produkcjach kinowych i telewizyjnych, m.in. w filmie 7 rzeczy, których nie wiecie o facetach oraz serialach: M jak miłość, Barwy szczęścia i Prawo Agaty. Wiosną 2016 uczestniczyła w piątej edycji programu rozrywkowego Polsatu Dancing with the Stars. Taniec z gwiazdami. Zajmuje się także fotomodelingiem.

## Życie prywatne
Jest córką Dariusza i Małgorzaty Opozdów. Ma młodszą siostrę, Aleksandrę. 7 sierpnia 2021 poślubiła aktora Antoniego Królikowskiego, z którym ma syna Vincenta (ur. 22 lutego 2022). Rozstali się przed narodzinami syna.

## Filmografia
| Filmy |                                         |                               |                      |
| Rok   | Tytuł                                   | Rola                          | Uwagi                |
| 2009  | Siemiany                                | Dorota                        | film krótkometrażowy |
| 2010  | Noc życia                               | Patrycja                      | etiuda szkolna       |
| 2014  | Mały palec                              | Patrycja, dziewczyna Seweryna | film krótkometrażowy |
| 2015  | Żyć nie umierać                         | pielęgniarka                  |                      |
| 2015  | Disco polo                              | laska z hotelu „Venecja”      |                      |
| 2016  | Planeta singli                          | modelka w klubie              |                      |
| 2016  | Głód                                    | dziewczyna                    | etiuda szkolna       |
| 2016  | 7 rzeczy, których nie wiecie o facetach | Monika                        |                      |
| 2018  | Pech to nie grzech                      | asystentka pana Takahashi     |                      |
| 2018  | Diablo. Wyścig o wszystko               | Lola                          |                      |
| 2020  | Szczedryk                               | Wanda Kalinowska              |                      |
| 2021  | Brigitte Bardot cudowna                 | Brigitte Bardot               |                      |
| 2022  | Wygrać marzenia                         | Julia, dziewczyna Maksa       |                      |
| 2022  | Gdzie diabeł nie może, tam baby pośle   | Edyta                         |                      |
| 2023  | Wieczór kawalerski                      |                               | film w produkcji     |

| Produkcje telewizyjne |                      |                                                    |                                                     |
| Rok                   | Tytuł                | Rola                                               | Uwagi                                               |
| 2011–2012, 2014–2018  | Pierwsza miłość      | Jowita Kaczmarek-Zielińska                         | serial telewizyjny                                  |
| 2014                  | Sama słodycz         | klientka                                           | serial telewizyjny, odcinek: 4                      |
| 2014                  | Przyjaciółki         | modelka                                            | serial telewizyjny, odcinek: 29                     |
| 2014                  | Ojciec Mateusz       | Sandra, narzeczona Armando                         | serial telewizyjny, odcinek: 156                    |
| 2014                  | M jak miłość         | Agata, dziewczyna Aleksandra                       | serial telewizyjny, odcinki: 1052, 1056, 1061, 1064 |
| 2014                  | Komisarz Alex        | Teresa Markiewicz                                  | serial telewizyjny, odcinek: 70                     |
| 2014                  | Barwy szczęścia      | Wiolka                                             | serial telewizyjny, odcinki: 1178, 1181             |
| 2015                  | Prokurator           | Beata Iwańska                                      | serial telewizyjny, odcinek: 6                      |
| 2015                  | Prawo Agaty          | Marlena, koleżanka Jaśka                           | serial telewizyjny, odcinki: 85-87                  |
| 2015                  | Barwy szczęścia      | Ewa Rosłoń, pacjentka Świderskiego                 | serial telewizyjny, odcinki: 1294, 1304             |
| 2015                  | Aż po sufit!         | Monika, koleżanka Natalii                          | serial telewizyjny, odcinek: 4                      |
| 2017                  | Na dobre i na złe    | Sonia                                              | serial telewizyjny, odcinek: 661                    |
| 2017                  | Druga szansa         | Weronika, żona prezesa                             | serial telewizyjny, sezon 4, odcinki: 1, 8          |
| 2018                  | W rytmie serca       | prostytutka Roksana                                | serial telewizyjny, odcinek: 22                     |
| 2019                  | Ultraviolet          | Klaudia Borecka                                    | serial telewizyjny, odcinek: 14                     |
| 2019                  | O mnie się nie martw | Sara                                               | serial telewizyjny, odcinki: 118, 119               |
| 2019–obecnie          | Barwy szczęścia      | Sandra                                             | serial telewizyjny                                  |
| 2020                  | Mały zgon            | Sylwia, sekretarka dyrektora ciepłowni „Miechunka” | serial telewizyjny, odcinek: 4                      |
| 2021                  | Kuchnia              | Nel, żona Borysa                                   | serial telewizyjny, odcinki: 18, 19                 |
| 2022                  | Mecenas Porada       | Bogusia Graczyk                                    | serial telewizyjny, odcinek: 18                     |

## Reklamy
- 2013: Impressimo
- 2013: PKO Bank Polski – kampania „Alicja w krainie czarów”
- 2014: 36'6 – Super Es i Asteroida
- 2015: Danio – kampania „Metoda na Głód”
- 2016: Chloé

## Wykonanie piosenek
- 2016: „Reklama” w filmie 7 rzeczy, których nie wiecie o facetach

## Teledysk
- 2015: „All I Feel Is You” (.cee Remix) feat. Joanna Opozda & Mikołaj Jaroszyk
- 2015: Voskovy feat. VNM – „Lecę wyżej”
- 2015: Sen – „Jedna”
- 2015: VNM – „Fan 3”
- 2017: Evelyn – „Sexy Suicide”

## Teatr
Teatr Kamienica
- 2017: SPA, czyli Salon Ponętnych Alternatyw Emiliana Kamińskiego (reż. Emilian Kamiński) jako Sylwia, kochanka Stanisława[15][16]